# Бялоґарда
Бялоґарда (пол. Białogarda, нім. Belgard an der Leba) — село в Польщі, у гміні Вицько Лемборського повіту Поморського воєводства.
Населення — 235 осіб (2011).
У 1975-1998 роках село належало до Слупського воєводства.

## Демографія
Демографічна структура станом на 31 березня 2011 року:
|          | Загалом | Допрацездатний вік | Працездатний вік | Постпрацездатний вік |
| -------- | ------- | ------------------ | ---------------- | -------------------- |
| Чоловіки | 125     | 31                 | 88               | 6                    |
| Жінки    | 110     | 29                 | 63               | 18                   |
| Разом    | 235     | 60                 | 151              | 24                   |